# Carl Colton Branson
Pour les articles homonymes, voir Branson.
Carl Colton Branson (né à Oberlin dans l'Ohio le 15 septembre 1906, décédé le 27 août 1975) est un géologue et paléontologue américain. Il est le fils du paléontologue Edward B. Branson.

## Publications

### 1942
- (en) Branson, C.C., 1942: Parallelodon, Grammatodon, and Beushausenia (= Cosmetodon, new name). Journal of paleontology (lien).

### 1951
- (en) Branson E.B., Mehl M.G., Branson C.C., 1951. Richmond Conodonts of Kentucky and Indiana. Journal of Paleontology, Vol. 25, No. 1 (Jan.), pages 1-17.